# Draginje (Koceljeva)
Pour les articles homonymes, voir Draginje.
Draginje (en serbe cyrillique : Драгиње) est une localité de Serbie située dans la municipalité de Koceljeva, district de Mačva. Au recensement de 2011, elle comptait 1 370 habitants.
Draginje est officiellement classé parmi les villages de Serbie.

## Démographie

### Évolution historique de la population
| 1948  | 1953  | 1961  | 1971  | 1981  | 1991  | 2002  | 2011  |
| ----- | ----- | ----- | ----- | ----- | ----- | ----- | ----- |
| 1 915 | 2 061 | 2 110 | 2 006 | 1 888 | 1 819 | 1 701 | 1 370 |

|  |

## Sport
Draginje possède un club de football, le FK Draginje.